# Mustela erminea nippon
Mustela erminea nippon es una subespecie de  mamíferos carnívoros  de la familia Mustelidae subfamilia Mustelinae.

## Distribución geográfica
Se encuentra en el Japón: Honshu.